# Inspektion vor Verschiffung
Die Inspektion vor Verschiffung bzw. Pre-Shipment-Inspection, auch Vorverschiffungsinspektion oder Vorversandkontrolle, ist eine im Außenhandel verwendete Dienstleistung, die dem reibungslosen Warenverkehr dient. Verwendung findet die Inspektion vor Verschiffung vor allem in Verbindung mit einem Dokumenten-Akkreditiv
In einer Inspektion vor Verschiffung untersucht eine unabhängige dritte Partei vor der Verladung von Waren beim Lieferanten, ob diese den Vorgaben des Käufers entsprechen. Untersucht wird dabei auf jeden Fall die Anzahl (Vollständigkeit) und die sachgerechte Verpackung. Weitergehende Untersuchungen können die Konformität mit Regelwerken des Ziellandes (z. B. CE oder Richtlinie 2006/42/EG (Maschinenrichtlinie)), Qualität, Elektromagnetische Verträglichkeit, Schadstoffe und Ähnliches betreffen. Durch die Pre-shipment-inspection wird sichergestellt, dass der Käufer auch die bestellte Ware erhält.
Die Inspektion vor Verschiffung wird normalerweise zwischen den Vertragsparteien vereinbart, um Streitigkeiten zu vermeiden und per Dokumenten-Akkreditiv eine Auszahlung des Kaufpreises bei Versendung zu erreichen. Durchgeführt wird die Untersuchung im Regelfall vom Frachtführer. Bei Prüfungen, die über eine reine Vollständigkeits- und Verpackungsprüfung hinausgehen, werden Warenprüfgesellschaften wie DIN CERTCO, Intertek, Lloyd’s Register, TÜV Hessen, TÜV Rheinland, Bureau Veritas oder die SGS eingeschaltet. Nach Prüfung der Ware und Dokumentation der Verpackung werden die Dokumente an den Käufer und die Bank des Exporteurs übermittelt. Das Inspektionszertifikat (Certificate of Inspection) löst damit die Auszahlung des Kaufpreises aus.